# Myosciurus pumilio
Genre
Espèce
Statut de conservation UICN

 LC  : Préoccupation mineure
Myosciurus pumilio est une espèce de rongeurs de la famille des Sciuridae. Elle est l'unique espèce du genre Myosciurus.
L'écureuil pygmée africain vit au Cameroun, au Congo-Brazzaville, en Guinée équatoriale et au Gabon. Son habitat naturel sont les forêts humides subtropicales ou tropicales. Elle est menacée par la destruction de son habitat.
Sa taille mesure environ 13 cm.